# Ulhówek (gmina)
Pour les articles homonymes, voir Ulhówek.
Ulhówek est une gmina rurale (gmina wiejska) du powiat de Tomaszów Lubelski, dans la Voïvodie de Lublin, dans l'est de la Pologne, à la frontière avec l'Ukraine.
Son siège administratif (chef-lieu) est le village d'Ulhówek, qui se situe environ 26 kilomètres (km) à l'est de Tomaszów Lubelski (siège du powiat) et 123 kilomètres au sud-est de la capitale régionale Lublin (capitale de la voïvodie).
La gmina couvre une superficie de 146,55 km2 pour une population de 5 203 habitants en 2006.

## Histoire
De 1975 à 1998, la gmina est attachée administrativement à l'ancienne voïvodie de Zamość.

Depuis 1999, elle fait partie de la nouvelle voïvodie de Lublin.

## Géographie
La gmina inclut les villages (sołectwa) de:

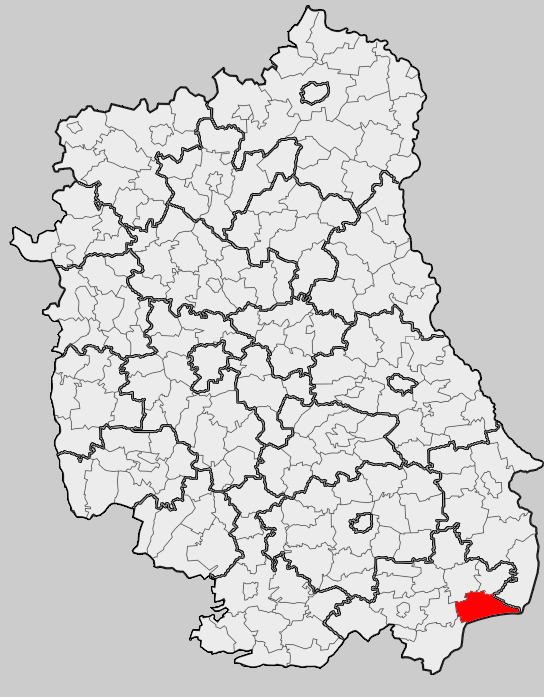
Position de la gmina dans la voïvodie

- Budynin
- Dębina
- Dyniska
- Hubinek
- Kolonia Hubinek
- Kolonia Rzeplin
- Kolonia Ulhówek
- Korczmin
- Korea
- Krzewica
- Machnówek
- Magdalenka
- Mogiła
- Oserdów
- Ostrów
- Pod Brodem
- Podlipy
- Podlodów
- Posadów
- Przymiarki
- Rechulówka
- Rokitno
- Rzeczyca
- Rzeplin
- Sidorówka
- Szczepiatyn
- Tarnoszyn
- Turyna
- Ulhówek
- Wandzin
- Wasylów
- Wasylów Wielki
- Żerniki

### Gminy voisines
La gmina d'Ulhówek est voisine des gminy de
- Dołhobyczów
- Jarczów
- Łaszczów
- Lubycza Królewska
- Telatyn

Elle est également frontalière de l'Ukraine

## Structure du terrain
D'après les données de 2002, la superficie de la commune d'Ulhówek est de 146,55 kilomètres carrés, répartis comme telle :
- terres agricoles : 86 %
- forêts : 7 %

La commune représente 9,85 % de la superficie du powiat.

## Démographie
Données du 30 juin 2004:
| Description        | Total  | Total | Femmes | Femmes | Hommes | Hommes |
| ------------------ | ------ | ----- | ------ | ------ | ------ | ------ |
| Unité              | Nombre | %     | Nombre | %      | Nombre | %      |
| Population         | 5 300  | 100   | 2 656  | 50,1   | 2 644  | 49,9   |
| Densité (hab./km²) | 36,2   | 36,2  | 18,1   | 18,1   | 18     | 18     |